# La mujer del viajero en el tiempo (serie de televisión)
La mujer del viajero en el tiempo (título original en inglés:The Time Traveler's Wife) es una serie de televisión de drama romántico y ciencia ficción escrita por Steven Moffat y basada en la novela del mismo nombre de Audrey Niffenegger, que se estrenó en HBO el 15 de mayo de 2022. Dirigida por David Nutter, está protagonizada por Rose Leslie y Theo James.
En julio de 2022 HBO anunció que la serie no fue renovada luego de la primera temporada.

## Sinopsis
Es una historia de amor que sigue la relación y el eventual matrimonio de Clare y Henry, que se complica por el trastorno del viaje en el tiempo de Henry.

## Reparto
- Rose Leslie como Clare Abshire
  - Caitlin Shorey y Everleigh McDonell como la joven Claire Abshire
- Theo James como Henry DeTamble
  - Brian Altemus y Jason David como el joven Henry DeTamble
- Desmin Borges como Gómez
- Natasha López como Charisse
- Michael Park como Philip Abshire
- Jaime Ray Newman como Lucille Abshire
- Taylor Richardson como Alicia Abshire
- Peter Graham como Mark Abshire
- Kate Siegel como Annette DeTamble
- Josh Stamberg como Richard DeTamble
- Chelsea Frei como Ingrid
- Marcia DeBonis como Nell
- Will Brill como Ben
- Spencer House como Jason

## Episodios
| N.º | Título          | Dirigido por | Escrito por   | Fecha de emisión original |
| --- | --------------- | ------------ | ------------- | ------------------------- |
| 1   | «Episode One»   | David Nutter | Steven Moffat | 15 de mayo de 2022        |
| 2   | «Episode Two»   | David Nutter | Steven Moffat | 22 de mayo de 2022        |
| 3   | «Episode Three» | David Nutter | Steven Moffat | 29 de mayo de 2022        |
| 4   | «Episode Four»  | David Nutter | Steven Moffat | 5 de junio de 2022        |
| 5   | «Episode Five»  | David Nutter | Steven Moffat | 12 de junio de 2022       |
| 6   | «Episode Six»   | David Nutter | Steven Moffat | 19 de junio de 2022       |

## Producción
El 31 de julio de 2018, se anunció que HBO le había dado a la producción un pedido directo para una serie. La serie fue escrita por Steven Moffat, basada en la novela del mismo nombre de Audrey Niffenegger, quien también es la productora ejecutiva junto a Sue Vertue y Brian Minchin. Entre las productoras involucradas se encuentran Hartswood Films y Warner Bros. Television.
En febrero de 2021 Rose Leslie y Theo James fueron elegidos como protagonistas de la serie. En abril de 2021 Desmin Borges y Natasha Lopez se unieron al reparto principal. En mayo de 2021 Caitlin Shorey, Everleigh McDonnell, Michael Park, Jaime Ray Newman, Taylor Richardson, Peter Graham, Brian Altemus, Jason David, Kate Siegel, Josh Stamberg, Chelsea Frei, Marcia DeBonis, Will Brill y Spencer House se unieron al elenco.
El rodaje comenzó en Nueva York en mayo y finalizó en octubre con algunas filmaciones también en Chicago. David Nutter ha dirigido los seis episodios. Se estrenó el 15 de mayo de 2022.
HBO anunció a principios de julio de 2022 que la serie no continuará con una segunda temporada de la historia.

## Recepción
En el sitio web agregador de reseñas Rotten Tomatoes, la serie tiene un índice de aprobación del 36 % basado en 25 reseñas, con una calificación promedio de 5.5/10. El consenso de los críticos del sitio web dice: «Si bien es fácil dejarse llevar por el romance de artistas tan atractivos como Rose Leslie y Theo James, La mujer del viajero en el tiempo a menudo mata el estado de ánimo con su presunción sobredeterminada». En Metacritic, la serie tiene una puntuación de 42 sobre 100, basada en 23 opiniones, lo que indica «críticas mixtas o promedio». 